# 拔罐
拔罐（Cupping therapy；有時在西方的報章只簡單的叫作）是一種替代療法，透過以加熱了的「罐子」產生負壓，吸附在局部皮膚上，使其充血、瘀血或是起泡。因人為引起血液脫離體液循環，淤積於皮膚之下，拔罐有時被視為不破壞皮膚的放血療法。這種治療方法主要流行於亚洲地區，但是在東歐，中东和拉丁美洲亦可見。如同其他替代療法，拔罐亦不時被指責為一種伪科学手段，被指稱採用拔罐的人是庸醫。
根據各地傳統醫書所記載，拔罐被用於以下各種症狀的替代療法：發燒、慢性下背痛、食欲不振、消化不良、高血壓、痤疮、異位性皮膚炎、銀屑病、贫血、中風後的復健、鼻塞、不孕及經痛等。

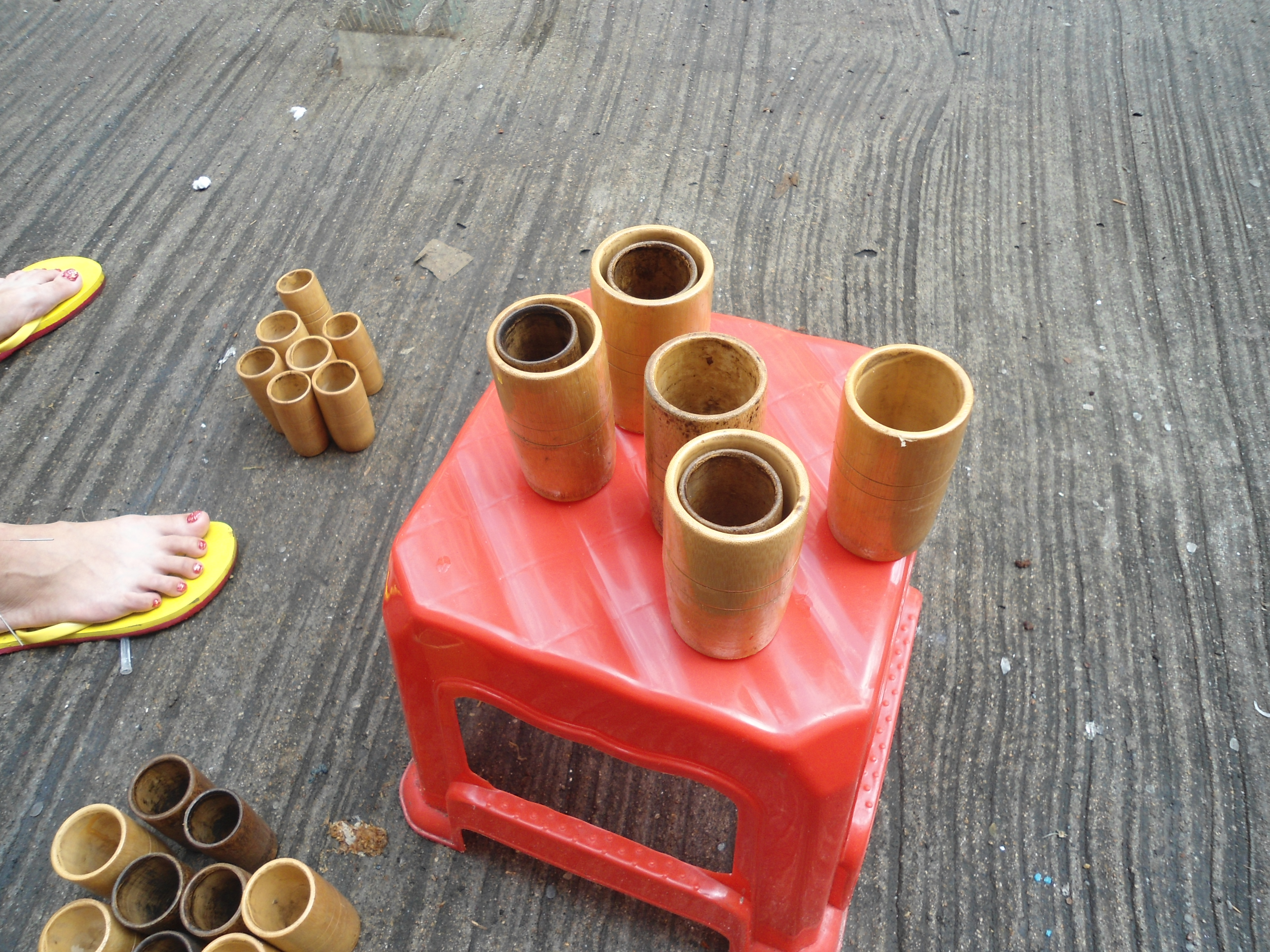
海口，路边攤的拔罐竹杯

## 歷史
拔罐在中國古代被稱為角法，應用動物的角作為吸拔工具。1973年湖南長沙馬王堆漢墓出土的帛書《五十二病方》載：「牡痔居竅旁，大者如棗，小者如核者，方以小角角之，如孰(熟)二斗米頃，而張角」。其中「以小角角之」即指用小獸角吸拔。東晉葛洪的《肘後備急方·卷中》中提到用牛角治療脫腫：「癰疽、瘤、石癰、結筋、瘰癧、皆不可就針角。針角者，少有不及禍者也。」
隋唐時期開始用竹筒來代替獸角，王燾的《外台秘要·卷四十》：「遂依角法，以意用竹做作小角，留一節長三、四寸，孔經四、五分。若指上，可取細竹作之。才冷搭得螯處，指用大角角之，氣漏不嗍，故角不厭大，大即朔急差。速作五、四枚，鐺內熟煮，取之角螫處，冷即換。」即為當今還在沿用的煮拔筒法。《外台秘要·卷十三》提到先在拔罐的部位「以墨點上記之。取三指大青竹筒，長寸半，一頭留節，無節頭削令薄似劍。煮此筒數沸，及熱出筒，籠墨點處按之」。
宋元時期，竹罐已完全代替了獸角。操作上則進一步由用水煮的煮拔筒法發展為藥筒法。即先將竹罐在藥物中煮過備用，以發揮吸拔和藥物外治的雙重作用。元代薩謙齋所撰的《瑞竹堂經驗方》載：「吸筒，以慈竹為之削去青。五倍子(多用)，白礬(少用些子)，二味和筒煮了收起。用時，再於沸湯煮令熱，以筋箕(箝)筒，乘熱安於患處。」
明代用得較多的是將竹罐直接在中藥中煮沸直接吸拔，明代陳實功《外科正宗·癰疽門》載：「羌活、獨活、紫蘇、艾葉、鮮菖蒲、甘草、白芷各五錢，連須蔥二兩。預用徑一寸二、三分新鮮嫩竹一段，長七寸，一頭留節，用力划去外青，留內白一半，約厚一分許，靠節鑽一小孔，以柵木條塞緊。將前藥放入筒內，筒口用蔥塞之。將筒橫放鍋內以物壓，勿得浮起。用清水十大碗筒煮數滾，約內藥濃熟為度候用。再用披針於瘡頂上一寸內品字放開三孔，深入淺寸，約筒圈內，將藥筒連湯用大磁缽盛貯患者榻前，將筒藥倒出，急用筒口乘熱對瘡合上，以手捺緊其筒，自然吸住。約待片時，藥筒已溫，拔去塞孔木條，其筒自脫。」這種方法在明清的一些重要外科著作如《外科大成》等以及《醫宗金鑒》都有載述，明申斗垣《外科啟玄》載竹筒拔膿法：「瘡膿已潰已破，因膿塞阻之不通……如此當用竹筒吸法，自吸其膿，乃泄其毒也」。
清代出現了陶土燒製成的陶罐，並出現了「火罐」一詞。清趙學敏的《本草綱目拾遺》述：「火罐：江右及閩中皆有之，系窯戶燒售，小如人大指，腹大兩頭微狹，使促口以受火氣，凡患一切風寒，皆用此罐」，「以小紙燒見焰，投入罐中，即將罐合於患處。如頭痛則合在太陽、腦戶或顛頂，腹痛合在臍上。罐得火氣舍於內，即卒不可脫，須得其自落，肉上起紅暈，罐中有氣水出。」即目前常用的投火法，同時採用吸拔穴位來提高療效，《本草綱目拾遺》云：「拔罐可治風寒頭痛及眩暈、風痹、腹痛等症」，可使「風寒盡出，不必服藥」。清《醫宗金鑒·刺灸心法要訣》中還提到治瘋狗咬傷的拔罐之法：「急用大嘴砂酒壺一個，內盛於熱酒，燙極熱，去酒以酒壺嘴向咬處，如拔火罐樣，吸盡惡血為度，擊破自落」。

## 功能
- 促進血液循環、增加新陳代謝：產生充血、瘀血、血管擴張，會吸引吞噬細胞對破碎的紅血球進行吞噬，並刺激血紅素加氧酶產生，血紅素加氧酶 進一步發揮抗氧化、抗發炎的作用以促進復原，同時局部的作用會造成血流與淋巴液循環增加[9]，可以讓血液循環加快；有時也會讓人出汗，加上血液循環可以增加新陳代謝。
- 提高免疫力：微血管破裂後產生的溶血現象，會加強免疫系統的吞噬作用。
- 舒緩局部問題：若發炎、壓迫等原因造成肌肉、筋膜的組織缺氧、沾黏、痙攣，可以利用拔罐來加強局部循環以舒緩問題。
- 紓解疼痛：拔罐會造成皮膚底下的淺層肌肉、筋膜也會被一起拉扯，加上促進血液循環，可以舒緩一些軟組織的疼痛、痙攣。

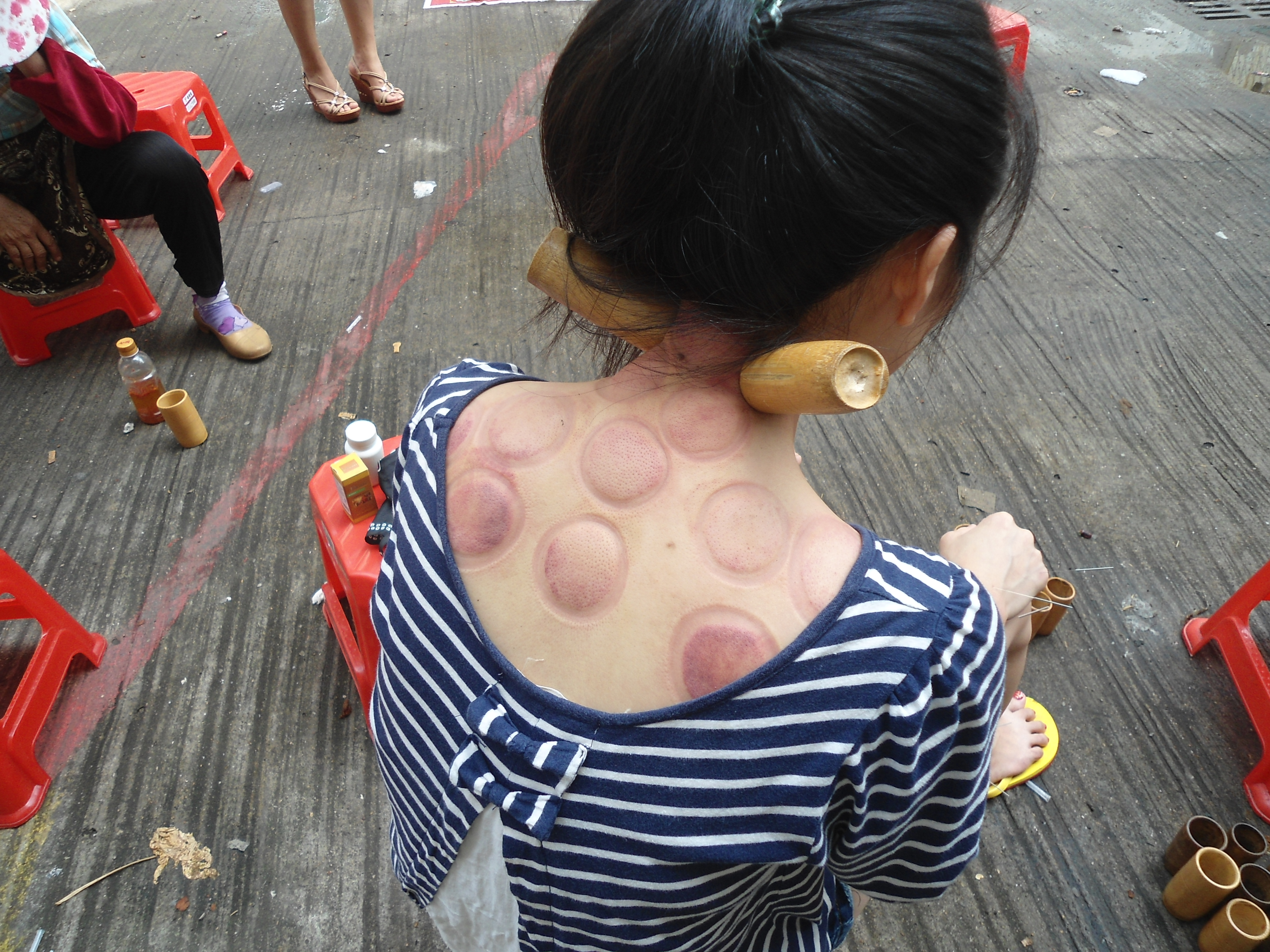
海口，一名女性接受拔罐子

## 安全
在安全性的問題方面，目前臨床上操作拔罐比較常見的是抽氣式的真空罐，但若是操作傳統的火罐，最常見的問題其實是燙傷。過往比較有名的就是歌手齊秦臉、背部灼傷的案例。基本上，齊秦所碰到的意外屬於操作上的疏失，若報導無誤，是操作過程中酒精潑灑被引燃所造成的意外。
2015年《機械技師學刊》所發表的文章，拔火罐的溫度通常介於80~140度之間，若是罐內溫度介於125~150度，則留罐期間內皮膚溫度超過44度的時間會持續150～300秒，這樣的時間很可能會有程度不等的燙傷，但並不會出現更嚴重的細胞凝固性壞死。這樣的研究一方面某種程度上算是確保了拔罐的安全性，但另一方面仍再一次提醒了臨床醫師，需要對拔罐的「初始溫度」訂定明確的操作標準。
此外，曾有疑似拔罐後造成血腫壓迫神經、動脈剝離的個案，這樣的狀況基本上避免在肌肉不豐厚、重要血管位置較淺的部位（主要指頸部）拔罐多可避免。若必須在這樣的部位進行治療，請交由專業的醫療人員評估、操作。
有心臟病、血友病、浮腫、皮膚病、高燒、消瘦者不可拔罐：